# Moordrecht
Moordrecht  è una località dei Paesi Bassi situata nel comune di Zuidplas, nella provincia dell'Olanda meridionale.